# Klimatkommunerna
Klimatkommunerna (KK) är en förening i Sverige för kommuner och landsting som en del i kampen mot global uppvärmning. 2001 sökte 12 av Sveriges kommuner hos Sveriges regering om medel för att starta ett kommunalt klimatnätverk. Visionen var och är att få till stånd ett samarbete mellan Sveriges kommuner för ett effektivare lokalt klimatarbete. 2003 startade nätverket Klimatkommunerna och finansierades fram till 2009 av Naturvårdsverket. I slutet av 2008 bildades en förening med en politisk styrelse och verksamheten finansieras nu genom medlemsavgifter och externa projektmedel.

## Bakgrund
Klimatkommunernas syfte är att minska utsläppen av växthusgaser i Sverige. Föreningen ska stödja kommuner som vill arbeta med klimatfrågan samt vara en pådrivande aktör för det nationella klimatarbetet genom att lyfta fram vilka möjligheter, hinder och drivkrafter som har betydelse för arbetets resultat. Föreningen sprider information och erfarenheter om lokalt klimatarbete och höjer kunskapen om klimatproblematiken. Klimatkommunerna arbetar även för internationella samarbeten och har kontakter med liknande organisationer utanför Sverige.

## Medlemskap
Svenska kommuner och landsting kan bli medlemmar, kraven för medlemskap är att man politiskt beslutar att arbeta för:
- att kontinuerligt inventera utsläpp av växthusgaser
- att sätta upp mål för utsläppen
- att ha en handlingsplan och genomföra åtgärder för att minska utsläppen
- att kontinuerligt informera om arbetet till nätverket.

Läs mer om medlemskap på Klimatkommunernas hemsida.

## Medlemmar
- Falköpings kommun (2003)
- Kristianstads kommun (2003)
- Lunds kommun (2003)
- Malmö kommun (2003)
- Mölndals kommun (2003)
- Säffle kommun (2003)
- Södertälje kommun (2003)
- Uppsala kommun (2003)
- Växjö kommun (2003)
- Östersunds kommun (2003)
- Helsingborgs kommun (2004)
- Hässleholms kommun (2004)
- Lidköpings kommun (2004)
- Olofströms kommun (2005)
- Stockholms stad (2005)
- Åmåls kommun (2005)
- Linköpings kommun (2007)
- Lycksele kommun (2007)
- Sollentuna kommun (2007)
- Jönköpings kommun (2008)
- Sandvikens kommun (2008)
- Boxholms kommun (2010)
- Region Skåne (2011)
- Upplands Väsby kommun (2011)
- Skellefteå kommun (2012)
- Göteborgs stad (2012)
- Västerås stad (2012)
- Örebro kommun (2013)
- Borås stad (2013)
- Nynäshamns kommun (2013)
- Karlstads kommun (2013)
- Värmdö kommun (2014)
- Vellinge kommun (2014)
- Eskilstuna kommun (2014)
- Finspångs kommun
- Lomma kommun
- Botkyrka kommun